# Омеонга, Стефан
Стефан Омеонга (нидерл. Stéphane Oméonga; родился 27 марта 1996 года, Льеж, Бельгия) — бельгийский футболист, полузащитник клуба «Пансерраикос».

## Клубная карьера
Омеога — воспитанник клубов «Стандард» и «Андерлехт». В 2016 году Стефан подписал профессиональный контракт с итальянским клубом «Авеллино 1912». 27 августа в матче против «Брешии» он дебютировал в итальянской Серии B. Летом 2017 года Омеога перешёл в «Дженоа». 20 августа в матче против «Сассуоло» он дебютировал в итальянской Серии A.
В начале 2019 года Омеонга был арендован шотландским «Хибернианом». 23 января в матче против «Мотеруэлла» он дебютировал в шотландской Премьер-Лиге. Летом того же года Омеога был арендован «Серкль Брюгге». 3 августа в матче против «Остенде» он дебютировал в Жюпиле лиге. В начале 2020 года Стефан вновь был арендован «Хибернианом».
Летом 2020 года Омеога подписал контракт с «Пескарой». 26 сентября в матче против «Кьево» он дебютировал за новую команду. Летом 2021 года Омеога перешёл в «Ливингстон». 25 сентября в матче против «Харт оф Мидлотиан» он дебютировал за новый клуб.
8 июля 2023 года стал игроком израильского клуба «Бней Сахнин».
В декабре 2024 года, а именно 25 декабря, с игроком произошёл инцидент. По словам Стефана, он должен был лететь из Рима в Тель-Авив, но его попросили покинуть самолёт незадолго до вылета, пояснив, что у него проблемы с документами. После того как он отказался выйти, была вызвана полиция, и Стефана арестовали, надев на него наручники, а затем силой вывели из самолёта. Он рассказал, что полицейские применили к нему физическую силу, повалили на землю, а потом отказались посадить его в машину скорой помощи, так как, по их словам, он отказался от неё. В итоге Стефана привезли в серую комнату, где он провёл несколько часов без еды и воды. Ему не было предъявлено официальных обвинений, и, по его мнению, он столкнулся с проявлением расизма.
28 января 2025 года стал игроком греческого «Пансерраикоса».

## Международная карьера
В 2019 году в составе молодёжной сборной Бельгии Омеога принял участие в молодёжном чемпионате Европы в Италии и Сан-Марино. На турнире он сыграл в матче против команды Италии.